# Hydroginella
Hydroginella là một chi ốc biển, là động vật thân mềm chân bụng sống ở biển trong họ Marginellidae, họ ốc mép.

## Các loài
Các loài thuộc chi Hydroginella bao gồm:
- Hydroginella angustata Boyer, Wakefield & McCleery, 2003[2]
- Hydroginella bullata Boyer, Wakefield & McCleery, 2003[3]
- Hydroginella galatea Lussi & Smith, 1999[4]
- Hydroginella gemella Boyer, 2001[5]
- Hydroginella marina Lorenz & Kostin, 2007[6]
- Hydroginella musorstomi Boyer, Wakefield & McCleery, 2003[7]
- Hydroginella richeri Boyer, 2001[8]
- Hydroginella roselineae Cossignani, 2009[9]
- Hydroginella rugosa Boyer, Wakefield & McCleery, 2003[10]
- Hydroginella tuii Cossignani, 2001[11]
- Hydroginella unica Boyer, Wakefield & McCleery, 2003[12]
- Hydroginella vitiensis Boyer, Wakefield & McCleery, 2003[13]
- Hydroginella wareni Boyer, Wakefield & McCleery, 2003[14]